# Индийская нейтринная обсерватория
Индийская нейтринная обсерватория (INO) — это исследовательский проект в области физики элементарных частиц, строящийся с целью изучения атмосферных нейтрино на глубине 1200 метров в пещере под пиком ИНО недалеко от округа Тхени, штата Тамилнад, Индия. Этот проект примечателен тем, что он, как ожидается, обеспечит точное измерение параметров смешивания нейтрино. Коллаборация для этого проекта включает несколько институтов и является одним из крупнейших экспериментальных проектов в области физики элементарных частиц, осуществляемых в Индии.
Первоначально проект должен был быть завершён в 2015 году, его сметная стоимость составила 209,7 миллиона  долларов США, и он был одобрен Министерством окружающей среды и леса (Индия) для строительства в заповедном лесу Боди Вест-Хиллз в округе Тхени, штат Тамилнад. Несмотря на задержку, на 2015 год проект находился в стадии реализации.
По завершении эксперимента с главным калориметром из намагниченного железа (ICAL) будет использоваться самый большой в мире магнит, в четыре раза превышающий магнит весом 12 500 тонн в детекторе компактного мюонного соленоида в ЦЕРНе в Женеве, Швейцария.

## Детектор железного калориметра (ICAL)

Диаграмма, показывающая 3 нейтрино и взаимодействующие частицы в соответствии со Стандартной моделью элементарных частиц.

Основным элементом, предложенным в проекте ИНО, является детектор «Железный калориметр», целью которого является исследование влияния земного вещества на распространение атмосферных нейтрино и определение параметров нейтринных осцилляций в области с 2-3 колебаниями. ICAL будет представлять собой намагниченный детектор массой 50 000 тонн с железом в качестве пассивного детекторного элемента и камерами с резистивными пластинами (RPC) в качестве активных детекторных элементов, то есть нейтрино будут взаимодействовать с железом, образуя частицы конечного состояния. RPC будут обнаруживать те частицы конечного состояния, которые имеют заряд, и записывать сигналы, которые несут информацию о положении и времени, помогут нам восстановить треки и ливни и, следовательно, энергию и направление движения частиц конечного состояния, а также падающее нейтрино.
Конструкция ICAL в основном основана на детекторе Monolith . Детектор ICAL будет состоять из трёх модулей, каждый модуль будет иметь 151 слой железа и 150 слоёв RPC, наложенных друг на друга. Размеры всего детектора составят 48 х 16 × 14,5 м. Детектор из-за своих огромных размеров потребует около 30 000 стеклянных RPC для обнаружения заряженных частиц. ICAL, являющийся детектором нейтрино, будет расположен под землей для уменьшения сигнала мюонов космических лучей.
Местоположение INO привлекло большое внимание сообщества нейтринных физиков, поскольку расстояние между INO и ЦЕРНом очень близко к «магической базовой линии» — расстоянию, на котором влияние CP-фазы на измерение {\displaystyle \theta _{13}} является минимальным. Но главным физическим преимуществом INO ICAL является его способность измерять иерархию масс нейтрино путём изучения атмосферных нейтрино. В настоящее время ICAL является единственным предложенным намагниченным детектором, который может разрешить проблему иерархии масс путём изучения выживания мюонных нейтрино и антинейтрино.
Основными целями ICAL являются следующие:
1. Однозначное и точное определение параметров нейтринных осцилляций с использованием атмосферных нейтрино.
2. Исследование эффектов Михеева — Смирнова — Вольфенштейна посредством идентификации электрического заряда, что может привести к определению неизвестного знака одной из разностей масс.
3. Исследование нарушений зарядового сопряжения и комбинированной чётности (CP) в лептонном секторе, а также возможные исследования нарушений зарядового сопряжения, чётности и обращения времени (CPT).
4. Исследование событий Колара, возможная идентификация нейтрино очень высоких энергий и многомюонных событий.

В отличие от эксперимента «Монолит», детектор ICAL будет иметь железные пластины толщиной 5,6 сантиметра (2,2 ″) в качестве пассивных детекторов, со стеклянными RPC между ними в качестве активных детекторов.
Прототип детектора ICAL с 14 слоями размером 1 м × 1 м × 1 м уже работает в VECC в Калькутте. 35-тонный прототип установлен над землей для отслеживания космических мюонов.
В 2008 году INO начал программу подготовки аспирантов, ведущую к получению степени доктора философии в области физики высоких энергий, чтобы обеспечить подготовку специалистов в области создания детекторов и физики нейтрино.
Прототип под названием mini-ICAL, весящий 1/600 веса ICAL, был построен для получения опыта в создании крупногабаритного электромагнита, изучения характеристик детектора и тестирования электроники ICAL в присутствии рассеянных магнитных полей. Этот детектор размером 4 × 4 × 1,1 м имеет 11 слоёв железа, а 20 RPC размером 1,95 × 1,92 м были вставлены в 10 слоёв зазоров в центральной области. Mini-ICAL работает с 2018 года и собирает данные о космических лучах-мюонах.

## Участвующие институты
Меморандум о взаимопонимании (МоВ), в котором описываются эксплуатационные аспекты проекта и порядок использования имеющихся средств, был подписан семью основными партнёрами проекта: Институтом фундаментальных исследований Тата (TIFR), Мумбаи, Центром атомных исследований Бхабхи (BARC), Мумбаи, Институт математических наук (IMSc), Ченнаи, Институтом ядерной физики Саха (SINP), Калькутта, Циклотронным центром переменной энергии (VECC), Калькутта, Научно-исследовательским институтом Хариш Чандры (HRI), Аллахабад и Институтлм физики (IOP), Бхубанешвар.
Среди других тринадцати участников проекта: Мусульманский университет Алигарха, Алигарх, Индуистский университет Бенарас, Варанаси, Калькуттский университет (CU), Калькутта, Делийский университет (DU), Дели, Гавайский университет (UHW), Гавайи, Университет Химачал-Прадеша (HPU), Шимла, Индийский технологический институт, Бомбей (IITB), Мумбаи, Центр атомных исследований имени Индиры Ганди (IGCAR), Калпаккам, Университет Северной Бенгалии (NBU), Силигури, Пенджабский университет (PU), Чандигарх, Лаборатория физических исследований (PRL), Ахмадабад, Центр орнитологии и естественной истории Салима Али (SACON), Тамил Наду и Технологический институт Манипала, Манипал.

## История и последние события в проекте
Возможность создания нейтринной обсерватории в Индии обсуждалась ещё в 1989 году на нескольких встречах, состоявшихся в том же году. Этот вопрос был снова поднят на первом заседании рабочей группы по физике нейтрино и космологии во время семинара по феноменологии физики высоких энергий (WHEPP-6), проходившего в Ченнаи в январе 2000 года, и тогда было решено установить конкретные идеи для детектора нейтрино.
Дальнейшие обсуждения состоялись в августе 2000 года во время встречи по физике нейтрино в Институте ядерной физики Саха в Калькутте, когда небольшая группа энтузиастов нейтринной физики начала обсуждать возможности. Встреча Neutrino 2001 была проведена в Институте математических наук в Ченнаи в феврале 2001 года с явной целью объединить экспериментаторов и теоретиков в этой области. Во время этой встречи было сформировано коллаборация INO. Их первая официальная встреча была проведена в Институте фундаментальных исследований Тата в Мумбаи 6 и 7 сентября 2001 года, на которой были сформированы различные подгруппы для изучения опций детектора и электроники, физических целей и моделирования, а также исследования местаположения.
В 2002 году Министерству атомной энергии (DAE) был представлен документ, в котором излагалась амбициозная цель создания в Индии нейтринной обсерватории, излагались физические цели, возможные варианты детектора и их физика. С тех пор в физике нейтрино произошло много новых и быстро развивающихся событий. Присуждение Нобелевской премии по физике в 2002 году пионерам нейтринной физики является показателем важности этой области.
В результате поддержки, полученной от различных исследовательских институтов, университетов, научного сообщества и финансирующего агентства, при Департаменте атомной энергии была создана Группа по сотрудничеству в области нейтрино (NCG) для изучения возможности строительства в Индии Нейтринной обсерватории (INO). Перед сотрудничеством была поставлена задача провести технико-экономическое обоснование, на которое DAE выделило средства. Меморандум о взаимопонимании (МоВ) был подписан директорами участвующих институтов 30 августа 2002 года, чтобы обеспечить бесперебойное функционирование NCG в течение технико-экономического периода. Целью NCG является создание подземной нейтринной лаборатории с долгосрочной целью проведения решающих экспериментов по физике нейтрино, а также других экспериментов, для которых требуется такая уникальная подземная установка.

20 ноября 2009 года министр окружающей среды (Индия) Джайрам Рамеш в письме Анилу Какодкару, секретарю Министерства атомной энергии и председателю Комиссии по атомной энергии Индии, отказал Министерству атомной энергии в разрешении на создание Индийской Нейтринной обсерватории (INO) в Сингаре в Нилгирисе, поскольку он находится в буферной зоне Мудумалайского тигрового заповедника (MTR). Джайрам Рамеш сказал, что на основании отчёта Раджеша Гопала, дополнительного главного хранителя лесов (PCCF) и члена-секретаря Национального управления по охране тигров (MS-NTCA), министерство не может одобрить участок Сингары. В отчёте говорится:
"Предлагаемый участок проекта находится в буферной зоне тигрового заповедника Мудумалай и находится в непосредственной близости от основных/критических мест обитания тигров в заповедниках Бандипур и Мудумалайский тигр. Это также слоновий коридор, облегчающий перемещение слонов из Западных Гат в Восточные Гаты и наоборот. Район уже нарушен из-за сильного биотического давления из-за населенных пунктов и курортов, а также из-за того, что этап строительства проекта будет включать транспортировку строительных материалов по автомагистралям, проходящим через основную территорию тигровых заповедников Бандипур и Мудмулай.
Вместо этого он предложил альтернативное место возле водопада Сурули в округе Тхени в Тамилнад. Министр сказал, что этот участок не создаёт тех же проблем, что и Сингара, и вырубка окружающей среды и леса не должна быть серьёзной проблемой. Он также заверил DAE, что министерство окажет содействие в получении необходимых разрешений для альтернативного местоположения. Доктор Наба К. Мондал из Института фундаментальных исследований Тата, представитель проекта INO, сказал:
«Но Сурулияр также находится в заповедной лесной зоне, которая густая и потребует вырубки деревьев, чего не требовалось в Сингаре. Может ли правительство заверить нас, что вырубка леса для этого участка будет предоставлена», — спрашивает он. «В качестве альтернативы мы можем переехать в близлежащий Теварам, который находится примерно в 20-30 км от водопада Сурулияр. В этом лесном массиве есть только кустарники, но здесь нет источника воды, и воду придется прокладывать по трубопроводу на расстояние 30 метров. км».
18 октября 2010 года Министерство окружающей среды и лесов одобрило вырубку окружающей среды и леса для создания обсерватории в заповедном лесу Боди Вест-Хиллз в округе Тхени штата Тамилнад.
По состоянию на февраль 2012 года правительство Тамилнада выделило землю коллаборации INO, и раскопки вот-вот должны были начаться. Наба К. Мондал, главный представитель проекта INO и старший научный сотрудник Института фундаментальных исследований Тата в Мумбаи, рассказал The Hindu, что предпроектные работы начнутся в апреле 2012 года, и на эти работы выделено 66 крор ₹ стерлингов. Первой задачей будет создание дорожного сообщения от Расингапурама до деревни Поттипурам. Ожидается, что проект будет завершён в 2015 году, его ориентировочная стоимость составит 1500 крор ₹ стерлингов.
18 сентября 2012 года восьмидесятилетний лидер оппозиции Кералы и член центрального комитета КПИ (М) В. С. Ачутанандан выразил обеспокоенность по поводу создания нейтринной обсерватории на границе Тени-Идукки между Тамилнадом и Кералой, сославшись на экологические и радиологические проблемы. Вскоре коллаборация ИНО прояснила все поднятые им вопросы и ответы появились на сайте ИНО.
5 января 2015 года Союзный кабинет министров во главе с премьер-министром Нарендрой Моди одобрил создание в Индийской Нейтринной обсерватории (INO).
20 февраля 2015 года южная коллегия Национального зелёного трибунала распорядилась уведомить центральное правительство и правительство штата о петиции, оспаривающей экологическое разрешение, выданное проекту Индийской нейтринной обсерватории (INO).
26 марта 2015 года коллегия Мадурая в высоком суде Мадраса запретила центральному правительству начать работу над предлагаемой в Индии нейтринной обсерваторией (INO). Суд поручил правительству получить разрешение от Совета по контролю за загрязнением штата Тамил Наду (TNPCB) перед началом работ.
19 марта 2018 года Министерство окружающей среды и лесов (Индия) отменило вердикт NGT как особый случай. Одобрение является лишь условным и требует согласия Совета по контролю за загрязнением штата Тамилнад и Национального совета по дикой природе. Одобрение было сделано по категории B Приложения к Уведомлению «Оценка воздействия на окружающую среду» (ОВОС), 2006 год. Но в идеале его следовало бы отнести к категории A, поскольку проект находится всего в 4,9 км от экологически чистого национального парка. Кроме того, ОВОС была проведена Центром орнитологии и естественной истории Салима Али, который является «неаккредитованным агентством».
На протяжении всего этого процесса жители деревни Поттипурам Панчаят вели агитацию против строительства обсерватории под лозунгом Пувулагин Нанбаргал («Друзья земли»). Представитель организации выразил обеспокоенность по поводу тысяч тонн камня, который будет взорван внутри горы для создания обсерватории, которая может вызвать землетрясения. Кроме того, он выразил обеспокоенность по поводу потенциального излучения в результате проекта и общего вреда для экосистемы. В январе 2020 года жители деревни Поттипурам приняли резолюцию против строительства INO в их районе, сославшись на потенциальный экологический ущерб Западным Гатам.
На 2021 год строительство проекта ИНО не началось, и проект описывается как «замороженный». Были составлены планы установки и экспериментальной аппаратуры, выбрана площадка для реализации проекта и предложен бюджет (одобрение не определено), но в Деревня Поттипурам в штате Тамилнад не добилась успеха из-за противодействия местных жителей, правительственных чиновников и, в первую очередь, защитников окружающей среды и государственных природоохранных агентств. Для начала строительства необходимо одобрение экологических агентств. Действительно, 17 июня 2021 года главный министр штата Тамилнад М. К. Сталин встретился с премьер-министром Нарендрой Моди и предложил отложить проект INO или перенести его в другое место. Предложение М. Сталина было основано на рекомендации Департамента лесов и окружающей среды штата (Тамил Наду). Пока неизвестно, когда может начаться строительство и будет ли проект вообще реализован. Однако проектная организация, то есть сотрудничество с INO, продолжает реализацию проекта INO. Учёные ИНО вместе с другими видными учёными написали ответ господину М. Сталину, призывая к скорейшему строительству INO.
В 2022 году правительство штата Тамилнад подал письменные показания в Верховный суд Индии с просьбой к правительству Союза (то есть национальному правительству Индии) отменить строительство INO. Кроме того, некоторые предположили, что INO начал страдать от отсутствия цели, поскольку другие эксперименты с нейтрино (некоторые из которых были реализованы, а некоторые всё ещё находились в стадии разработки или планирования) начали оставлять его позади с точки зрения потенциала для открытий. Сторонники проекта INO, включая правительство Союза, подали свои собственные аргументы в поддержку INO в Верховный суд Индии, и на 2022 год в Верховном суде продолжаются споры между сторонниками и противниками INO, а строительство на объекте так и не велось.